# Epipleoneura angeloi
Epipleoneura angeloi là loài chuồn chuồn trong họ Protoneuridae. Loài này được Pessacq & Costa mô tả khoa học đầu tiên năm 2010.